# Campeonato de fútbol de la República Centroafricana
El Campeonato de fútbol de la República Centroafricana es la mayor división de fútbol de la República Centroafricana, se disputa desde 1968 y está controlada por la Federación Centroafricana de Fútbol.
El equipo campeón clasifica a la Liga de Campeones de la CAF.

## Equipos 2019-20
- Anges de Fatima
- AS Gbangré
- Castel Foot

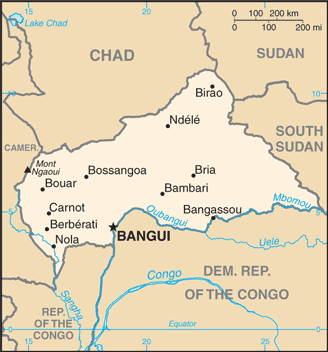
República Centroafricana.

- Diplomates FC du 8ème Arrondissement
- Espérance FC du 5ème Arrondissement
- Espoir Club de Bégoua
- Forces Armées CA (FACA)
- Olympic Real de Bangui
- US Centrafricaine de Bangui (USCA)
- Stade Centrafricain (SCAF Tocages)
- AS Tempête Mocaf
- Red Star de Bangui

## Palmarés
| Temporada | Campeón                                                 | Subcampeón                                              |
| --------- | ------------------------------------------------------- | ------------------------------------------------------- |
| 1968      | Union Sportif Cattin                                    |                                                         |
| 1969      | Campeón desconocido                                     | Campeón desconocido                                     |
| 1970      | Campeón desconocido                                     | Campeón desconocido                                     |
| 1971      | Réal Olympique Castel                                   |                                                         |
| 1972      | Campeón desconocido                                     | Campeón desconocido                                     |
| 1973      | Réal Olympique Castel                                   |                                                         |
| 1974      | Anges de Fatima                                         |                                                         |
| 1975      | Réal Olympique Castel                                   |                                                         |
| 1976      | AS Tempête Mocaf                                        |                                                         |
| 1977      | Stade Centrafricain                                     |                                                         |
| 1978      | Anges de Fatima                                         |                                                         |
| 1979      | Réal Olympique Castel                                   |                                                         |
| 1980      | US Centrafricaine de Bangui                             |                                                         |
| 1981      | Publique Sportive Mouara                                |                                                         |
| 1982      | Réal Olympique Castel                                   |                                                         |
| 1983      | Anges de Fatima                                         |                                                         |
| 1984      | AS Tempête Mocaf                                        |                                                         |
| 1985      | Stade Centrafricain                                     |                                                         |
| 1986      | Publique Sportive Mouara                                |                                                         |
| 1987      | Campeón desconocido                                     | Campeón desconocido                                     |
| 1988      | Anges de Fatima                                         |                                                         |
| 1989      | Stade Centrafricain                                     |                                                         |
| 1990      | AS Tempête Mocaf                                        |                                                         |
| 1991      | Forces Armées CA                                        |                                                         |
| 1992      | US Centrafricaine de Bangui                             |                                                         |
| 1993      | AS Tempête Mocaf                                        |                                                         |
| 1994      | AS Tempête Mocaf                                        |                                                         |
| 1995      | Forces Armées CA                                        |                                                         |
| 1996      | AS Tempête Mocaf                                        |                                                         |
| 1997      | AS Tempête Mocaf                                        |                                                         |
| 1998      | Campeonato no finalizado                                | Campeonato no finalizado                                |
| 1999      | AS Tempête Mocaf                                        |                                                         |
| 2000      | Olympic Real de Bangui                                  |                                                         |
| 2001      | Olympic Real de Bangui                                  |                                                         |
| 2002      | Campeonato anulado                                      | Campeonato anulado                                      |
| 2003      | AS Tempête Mocaf                                        |                                                         |
| 2004      | Olympic Real de Bangui                                  |                                                         |
| 2005      | Anges de Fatima                                         |                                                         |
| 2006      | Diplomates FC du 8ème Arrondissement                    | AS Tempête Mocaf                                        |
| 2007      | Campeón desconocido                                     | Campeón desconocido                                     |
| 2008      | Stade Centrafricain                                     |                                                         |
| 2009      | AS Tempête Mocaf                                        |                                                         |
| 2010      | Olympic Real de Bangui                                  | Stade Centrafricain                                     |
| 2011      | Diplomates FC du 8ème Arrondissement                    |                                                         |
| 2012      | Olympic Real de Bangui                                  | Diplomates FC du 8ème Arrondissement                    |
| 2013–14   | AS Tempête Mocaf                                        | Diplomates FC du 8ème Arrondissement                    |
| 2014–15   | Campeonato no disputado                                 | Campeonato no disputado                                 |
| 2015      | Diplomates FC du 8ème Arrondissement                    | AS Tempête Mocaf                                        |
| 2016      | Olympic Real de Bangui                                  | AS Tempête Mocaf                                        |
| 2016–17   | Olympic Real de Bangui                                  | Anges de Fatima                                         |
| 2017–18   | Stade Centrafricain                                     | Anges de Fatima                                         |
| 2018–19   | AS Tempête Mocaf                                        | No otorgado                                             |
| 2019–20   | Campeonato abandonado debido a la pandemia del COVID-19 | Campeonato abandonado debido a la pandemia del COVID-19 |
| 2020–21   | Diplomates FC du 8ème Arrondissement                    | Red Star de Bangui                                      |
| 2021–22   | Olympic Real de Bangui                                  | Red Star de Bangui                                      |
| 2022–23   | Red Star de Bangui                                      | AS Tempête Mocaf                                        |
| 2023–24   | AS Tempête Mocaf                                        | SCAF de Bouar                                           |

## Títulos por club
| Club                                           | Ciudad | Campeón | Años campeón                                                                 |
| ---------------------------------------------- | ------ | ------- | ---------------------------------------------------------------------------- |
| Olympic Real de Bangui (Réal Olympique Castel) | Bangui | 13      | 1971, 1973, 1975, 1979, 1982, 2000, 2001, 2004, 2010, 2012, 2016, 2017, 2022 |
| AS Tempête Mocaf                               | Bangui | 13      | 1976, 1984, 1990, 1993, 1994, 1996, 1997, 1999, 2003, 2009, 2014, 2019, 2024 |
| Anges de Fatima                                | Bangui | 5       | 1974, 1978, 1983, 1988, 2005                                                 |
| Stade Centrafricain                            | Bangui | 5       | 1977, 1985, 1989, 2008, 2018                                                 |
| Diplomates FC du 8ème Arrondissement           | Bangui | 4       | 2006, 2011, 2016, 2021                                                       |
| Forces Armées CA                               | Bangui | 2       | 1991, 1995                                                                   |
| Publique Sportive Mouara                       | Bangui | 2       | 1981, 1986                                                                   |
| US Centrafricaine de Bangui (USCA)             | Bangui | 2       | 1980, 1992                                                                   |
| US Cattin                                      | Bangui | 1       | 1968                                                                         |
| Red Star de Bangui                             | Bangui | 1       | 2023                                                                         |